# Mile Kitić
Milojko Kitić (Donji Cerani, Derventa, 1. januar 1952) jugoslovenski je i srpski turbo-folk i folk pevač (narodne) muzike.
Kitić je muzičku karijeru počeo singl-albumom 1974. godine. Deset godina kasnije, pod okriljem producentske kuće Južni vetar, izdao je album Čaša ljubavi, koji je ostvario nacionalni uspeh. Naredne godine izdao je još uspešniju ploču, naslova Ja neću ljepšu. Naslovne numere sa oba pomenuta albuma, još uz pesme Hej, vi hitri, bijeli dani, Istinu ti u očima čitam, Lažu me zelene oči, Hej, živote, hej, sudbino, Moj sokole, Kockar i druge, najveći su pevačevi hitovi do izlaska iz Južnog vetra, i obeležili su vrhunac njegove karijere krajem osamdesetih godina. Kitić je nastavio da snima i kroz devedesete, a 1996. ostvario je ponovljeni uspeh zahvaljujući pesmi Kraljica trotoara. Deset godina kasnije doživeo je revitalizaciju karijere uz hit Šampanjac, dok je 2015. godine, sa pune 63 godine, snimio balkanski hit Kilo dole, kilo gore.
Kitić je dugi niz godina u braku sa Martom Savić. Mlada pevačica Elena Kitić njihova je ćerka. Pevač je dobitnik mnogobrojnih jugoslovenskih i srpskih muzičkih nagrada. Jedan je od retkih muških vokala koji je nekoliko puta poneo titulu najtiražnije muzičke zvezde.

## Biografija

### Detinjstvo i počeci
Mile Kitić je rođen u Donjim Ceranima kod Dervente. Taj deo današnje Republike Srpske iznedrio je neke od najpoznatijih vokala narodne muzike — Indiru Radić i Nedeljka Bajića Baju. Iz tog kraja su i pevači starije generacije: Nada Topčagić, Mitar Mirić i Miloš Bojanić. Kitić je rođen u tada šestočlanoj porodici Bože i Zorke Kitić, koji su imali i tri sina i ćerku. Još kao četvorogodišnjak, Kitić je svirao tamburicu i pevao kratke pesme i ritmičke pošalice. Osnovnu školu Đorđe Panzalović pohađao je u selu Osinja, gde je njegov muzički talenat zapazio nastavnik Bogoljub Kaloperović, koji je, kako pevač danas tvrdi, bio od presudnog značaja za njegov kasnije izabrani životni put. Kaloperović je Kitiću prepustio upravljanje školskom muzičkom sekcijom, u okviru koje je Kitić svirao kontrabas za školski tamburaški orkestar. Kitić je kasnije izjavio da su veliki uticaj na njega imale manifestacije kojima je obeležavan dan škole jer bi tada osetio čari javnog nastupa. Kitić 1970. godine maturirao je na saobraćajno-tehničkoj školi u Sarajevu.
Kitić je oduvek isticao da vlada dobrom fizičkom kondicijom i da ga je oduvek karakterisao izrazit sportski duh. Kao tinejdžer igrao je fudbal za klub Unis iz Vogošće. Igrao je na poziciji polu-levog špica, zahvaljujući kojoj je proglašen za najboljeg strelca kluba. Sa nepunih 20 godina počeo je da rekreativno igra tenis.
Sa šesnaest godina je pesmom U svijetu sam život ostavio pobedio na manifestaciji Prvi glas Vogošća. Tada je ujedno i počeo da zarađuje pevajući na narodnim veseljima. Nakon angažmana u orkestrima Prinčevi i Mlade Sarajlije, 1975. snimio je svoj prvi maksi-singl pod nazivom Čija si ljubav/Ja želim da sam sunce, u studiju Damjana Babića. Sajt Discogs navodi da je Kitićev prvi singl zapravo O, gitaro iz 1974. godine. Nakon toga usledila su još četiri maksi-singla, da bi 1982. godine pevač izdao svoj prvi album — Moja slatka mala. Zanimljivo je to da je Kitiću za njegov album—prvenac bosanski pevač Nazif Gljiva poklonio svoju pesmu Ako te budu pitali. Već naredne godine izdao je i drugi album, Jorgovani plavi, ali ni ovaj, kao ni prethodni, nije mu doneo estradnu slavu. Uprkos nedostatku hitova, ploča je sporom ali konstantnom prodajom zaradila etiketu platinasta. Kitić je ipak ostvario znatan uspeh na festivalu Ilidža 1980, gde je sa pesmom Mala iz Novog Pazara odneo prvu nagradu novinara, drugu nagradu publike i drugu nagradu stručnog žirija.

### 1984—1986: Prvi uspesi
Pevač 1984. godine ulazi u sastav uspešne muzičke kuće Južni Vetar, pod čijim pokroviteljstvom snima album Čaša ljubavi. Naslovna pesma gotovo istovremeno postaje jugoslovenski hit, i taj status zadržava i tokom narednih decenija. Manje popularne bile su pesme Vrijeme kiša i Ne vjeruj u mene. Pevao je s pevačima Sinanom Sakićem, Draganom Mirković, Kemalom Malovčićem, Šemsom Suljaković i oni su svi činili čuvenu petorku ansambla Južni vetar. Uz Draganu Mirković i Indiru Radić, on je najuspešniji pevač koji je izašao iz Južnog vetra.

## Diskografija
- Moja slatka mala (1982)
- Plavi jorgovani (1983)
- Čaša ljubavi (1984)
- Ja neću ljepšu (1985)
- Kockar (1986)
- Mogao sam biti car (1987)
- Što da ne (1988)
- Osvetnik (1989)
- Stavi karte na sto (1990)
- Gledaj me u oči (1991)
- Gubitnik (1992)
- Vuk samotnjak (1993)
- Moj sokole (1994)
- Okreni jastuk (1995)
- Ratnik za ljubav (1996)
- Ostaj ovde (1997)
- Do sreće daleko do Boga visoko (1998)
- Tri života (1999)
- Zlato srebro dukati (2000)
- Plava ciganka (2001)
- Policijo oprosti mi (2002)
- Zemljotres (2004)
- Šampanjac (2005)
- Šanker (2008)
- Paklene godine  (2011)
- Nokaut (2014)
- Mađioničar (2016)
- Kazanova (2019)

### Proširena diskografija
| Album                 | Godina | Ansambl |
| --------------------- | ------ | ------- |
| Čija si ljubav        | 1975   | /       |
| Ja želim da sam sunce | 1975   | /       |

| Album                       | Godina | Ansambl |
| --------------------------- | ------ | ------- |
| Brigu brinem                | 1977   | /       |
| Ti mi beše sve što sam imao | 1977   | /       |

| Album                  | Godina | Ansambl |
| ---------------------- | ------ | ------- |
| O ženo prošlosti moje  | 1977   | /       |
| Doći će i ljubav prava | 1977   | /       |

| Album                    | Godina | Ansambl |
| ------------------------ | ------ | ------- |
| Sanjam li to možda ljudi | 1979   | /       |
| O gitaro                 | 1979   | /       |

| Album                | Godina | Ansambl |
| -------------------- | ------ | ------- |
| Mala iz Novog Pazara | 1980   | /       |
| Ljubavi nema više    | 1980   | /       |

| Album              | Godina | Ansambl |
| ------------------ | ------ | ------- |
| Dvoje zaljubljenih | 1980   | /       |
| Aldijana           | 1980   | /       |

### Spotovi
| Spot                           | Godina | Režiser          |
| ------------------------------ | ------ | ---------------- |
| Jorgovani plavi                | 1983   | —                |
| Lažu me zelene oči             | 1985   | —                |
| Hej živote hej sudbino         | 1986   | —                |
| Mogao sam biti car             | 1987   | —                |
| Hej živote                     | 1988   | —                |
| Ružni snovi nestanite          | 1988   | —                |
| Ne pitaj me zaplakaćeš         | 1989   | —                |
| Čovječe moj                    | 1990   | —                |
| Ne pitaj za mene               | 1990   | —                |
| Stavi karte na sto             | 1990   | —                |
| Srećo što me ostavi            | 1990   | —                |
| Ostavljaš me neka ti je srećno | 1990   | —                |
| Ružna noć i ružan san          | 1991   | —                |
| Evo opet stiže car             | 1991   | —                |
| Gubitnik                       | 1992   | —                |
| Svi smo u životu               | 1992   | —                |
| Vuk samotnjak                  | 1993   | —                |
| Hiljadu kiša u meni pada       | 1993   | —                |
| A ti                           | 1994   | —                |
| Moj sokole                     | 1994   | —                |
| Boli me duša za ženom tom      | 1994   | —                |
| Majko mila, što si me rodila   | 1995   | —                |
| Kraljica trotoara              | 1996   | —                |
| Tuđe slađe                     | 1996   | —                |
| Ratnik za ljubav               | 1996   | —                |
| Ostaj ovde                     | 1997   | —                |
| Nema više cile Mile            | 2008   | CODE             |
| Šanker                         | 2009   | CODE             |
| Dva drugara                    | 2011   | CODE             |
| Paklene godine                 | 2012   | Vedad Jašarevič  |
| Pukni srce                     | 2012   | Vedad Jašarević  |
| Bomba                          | 2012   | Vedad Jašarević  |
| Nokaut                         | 2013   | Vedad Jašarević  |
| Sve zbog nje                   | 2013   | Miraco Video     |
| Erotski dinamit                | 2013   | Vedad Jašarević  |
| Lenka                          | 2013   | Goran Šljivić    |
| Što me nisi manje volela       | 2015   | Vedad Jašarević  |
| Nije mi bila namera            | 2015   | Vedad Jašarević  |
| Vrati se patim                 | 2015   | Vedad Jašarević  |
| Stari kockar                   | 2015   | Vedad Jašarević  |
| Kilo dole kilo gore            | 2015   | Vedad Jašarević  |
| Mađioničar                     | 2015   | CODE             |
| Da me je ona volela            | 2017   | David Ljubenović |
| žena                           | 2018   | Dejan Milićević  |
| Aždaja                         | 2018   | Dejan Milićević  |
| Oči moje                       | 2018   | Dejan Milićević  |
| Kuća kraj puta                 | 2018   | Dejan Milićević  |
| Kazanova                       | 2018   | Dejan Milićević  |
| Nebeski šetač                  | 2019   | Dejan Milićević  |
|                                | 2019   | Georgi Manov     |
| Šot po šot                     | 2019   | Dejan Milićević  |
| Bože daj                       | 2020   | Dejan Milićević  |
| Klinac                         | 2021   | Dejan Milićević  |
| Mama ti je rekla               | 2021   | Ljuba Radojević  |
| Dom                            | 2022   | Xvisual          |
| Bahata                         | 2022   | Dejan Milićević  |
| Boginja ljubavi                | 2022   | Miraco music     |
| Živi večno                     | 2023   | Ljubba           |
| Zver                           | 2023   | Miraco music     |
| Živi se jednom                 | 2023   |                  |
| Ostavljen i sam                | 2023   | Miraco music     |
| Nijedna                        | 2023   | Rebi             |

## Festivali
Ilidža
- O ženo prošlosti moje, Ilidža ’77
- Mala iz Novog Pazara, Ilidža ’80 (pobednička pesma)
- Ako te budu pitali, Ilidža ’82
- Op kalo, ćuprikalo (Stani mala kraj mene), Ilidža ’82 (prva nagrada publike)
- Jorgovani plavi, Ilidža ’83

Moravski biseri:
- Ratnik za ljubav, gost revijalnog dela festivala, '97

Sabor narodne muzike Srbije, Beograd
- Gost revijalnog dela festivala i dobitnik Nagrade nacionalnog estradno - muzičkog umetnika Srbije, 2023

## Spoljašnje veze
- Zvanični veb-sajt (arhiva)